# Metalimbaj
În logică și lingvistică un metalimbaj este un limbaj folosit în descrierea altui limbaj, numit limbaj-obiect. Metalimbajul este un termen care semnifică totalitatea enunțurilor despre o anumită limbă (naturală sazu formalizată) care este supusă analizei.
Conceptul de metalimbaj se poate aplica unui limbaj formal asociat unei științe formale cum ar fi matematica. Acest limbaj este logica.
Anumiți termeni din limbajul curent, cum ar fi grup, inel sau corp pot avea un înțeles diferit în limbajul matematic față de limbajul natural. Mai des însă, termenii sunt creați și introduși în funcție de necesități: izomorfism, topologie, iterație etc. 
Numărul relativ mare al termenilor noi sau cu înțeles schimbat face ca înțelegerea matematicilor avansate de către nespecialiști să fie dificilă.